# Я вас любил…
«Я вас любил…» («Я вас любил: любовь ещё, быть может…») — стихотворение Александра Сергеевича Пушкина, написанное в 1829 году и представляющее собой лирическую миниатюру, созданную, по мнению исследователей, как отклик на правдивые события в жизни поэта. Мелодичность элегии образуется благодаря пятистопному ямбу с пиррихиями.
Впервые опубликовано в альманахе «Северные цветы» (1830).

## Версия об адресате стихотворения
Версию о том, что стихотворение обращено к дочери президента Академии художеств Анне Олениной, первым выдвинул биограф Пушкина Павел Анненков; впоследствии это предположение поддержали некоторые отечественные литературоведы.
В то же время, по мнению пушкиниста Татьяны Цявловской, история взаимоотношений поэта и Олениной остаётся малоисследованной, а гипотеза о том, что Анна Алексеевна является адресатом стихотворения, — спорной.
Пушкин, бывавший по окончании лицея в доме Алексея Николаевича Оленина, знал его дочь ещё ребёнком. Вернувшись после ссылки в Петербург, поэт навестил многих добрых знакомых, в том числе семью Олениных. За годы разлуки Анна Алексеевна превратилась в барышню, не знающую недостатка в поклонниках. В своём недописанном романе, отрывки из которого были включены в дневник (июль 1828), Оленина называла Пушкина «самым интересным человеком своего времени»:
Все — мужчины и женщины — спешили оказать ему знаки внимания, которыми отмечают гениев. Одни делали это, следуя моде, другие — чтобы заполучить прелестные стихи и благодаря этому придать себе весу, третьи, наконец, — из действительного уважения к гению.
Поэт на самом деле ухаживал за Олениной и делал ей предложение, однако в его черновиках сохранились наброски к восьмой главе «Евгения Онегина», в которой Annette Olenine фигурирует как весьма неоднозначный персонаж: «Уж так жеманна, так мала», «…Что поневоле каждый гость / Предполагал в ней ум и злость». По мнению Цявловской, эти строки свидетельствуют о том, что произошли какие-то события, уязвившие самолюбие Пушкина.
Внучка Олениной, Ольга Николаевна Оом, утверждала, что в альбоме Анны Алексеевны имелось написанное рукой Пушкина стихотворение «Я вас любил…» Под ним были зафиксированы две даты: 1829 и 1833 с пометкой «plusqueparfait — давно прошедшее». Сам альбом не сохранился, и вопрос об адресате стихотворения остался открытым.
Вся психологическая основа стихотворения «Я вас любил...» противится тому, чтобы признать его написанным к Олениной. Слова стихотворения предполагают безграничную преданность женщине — до полнейшего отказа от собственного чувства. За стихотворением чувствуется какая-то протяженность, давность чувства, остужающее дыхание времени.

## Основная тема
«Я вас любил…» — это поэтическая исповедь, страстная и печальная одновременно. Слова прощания, адресованные некогда любимой женщине, исполнены горести и мужской гордости. По своей композиции стихотворение делится на две части, не совпадающие ни размером, ни формой. Одна из них представляет собой «лирическое повествование», вторая — «лирическое пожелание». Первая занимает семь строк; это сдержанный монолог героя, в котором трижды повторяется анафора «Я вас любил». Во второй части интонация резко меняется — происходит неожиданный переход от мягкой исповедальности к внезапному эмоциональному порыву.
Парадоксальность стихотворения заключается в том, что заключительная строка («Как дай вам бог любимой быть другим») опровергает всё сказанное в предыдущих семи: она означает, что «любовь не окончилась, а, напротив, достигла высшей ступени самоотверженности». По словам литературоведа Игоря Сухих, похожий приём (присутствие любви-отречения) можно наблюдать и в появившемся годом позже финале «Евгения Онегина», когда героиня признаётся: «Я вас люблю (к чему лукавить?), / Но я другому отдана; / Я буду век ему верна».
Поэт Наум Коржавин, написавший в начале 1960-х годов отдельную статью об этом стихотворении, отмечал, что в нём отсутствуют сложные поэтические элементы, потому что они сломали бы свободное развитие мысли. Все слова, произносимые в первых семи строках, «постепенное выговаривание чувства», — это путь к итоговой фразе:
Конечно, есть в этих последних строках и горький привкус: предчувствие, что такой надёжной и верной любви героине уже не встретить. Но этот привкус только придаёт достоверность главному: дай вам бог быть именно так любимой другим.

## Литературное «потомство»
Стихотворение Пушкина вызвало ряд поэтических откликов в XX веке. Так, Иосиф Бродский написал «вызывающую перелицовку» на заданную тему: «Я вас любил. / Любовь ещё (возможно, / что просто боль) / сверлит мои мозги». Версия Дмитрия Пригова реализуется через «физическую параллель»: «Любовь, быть может! /
Неземная! / Это мне — боль. / А им — любовь!» У Виктора Сосноры отсыл к пушкинской миниатюре идёт через строки: «Я вас любил. / Любовь ещё — быть может. / Но ей не быть». Среди ранних произведений Наума Коржавина выделяется стихотворная интерпретация: «Предельно краток язык земной, / Он будет всегда таким. / С другим — это значит: то, что со мной, / Но — с другим».
За счёт этих и других литературных упражнений происходит, по мнению американского профессора-слависта Джонатана Платта, «вечное возвращение и обновление старых литературных тем».

## Музыкальные адаптации
Первым стихотворение «Я вас любил…» положил на музыку композитор Феофил Толстой, с которым Пушкин был знаком. Романс Толстого появился в 1829 году — раньше, чем стихотворение было опубликовано в «Северных цветах»; вероятно, оно было получено композитором от автора в рукописном виде. При сверке текстов исследователи отметили, что в музыкальной версии Толстого одна из строчек («То ревностью, то страстию томим») отличается от канонического журнального варианта («То робостью, то ревностью томим»).
Сравнивая романс Александра Алябьева (1834) с адаптациями Александра Даргомыжского (1832) и Бориса Шереметева (1859), музыковеды обращают внимание на смысловые акценты при работе композиторов с текстом стихотворения — это касается прежде всего первой строки:
у Шереметева на первую долю такта попадает глагол в прошедшем времени «Я вас любил», у Даргомыжского сильная доля совпадает с местоимением «Я». В романсе Алябьева предлагается третий вариант – «Я вас любил».
Таким образом каждый из композиторов устанавливал собственное «взаимодействие музыки и слова».